# Johannes Jordell
Johannes Olsen „Johs” Jordell (ur. 24 czerwca 1879 w Arendal, zm. 23 sierpnia 1958 w Oslo) – norweski strzelec, olimpijczyk.
Uczestnik Letnich Igrzysk Olimpijskich 1912, na których wystartował w dwóch konkurencjach. Zajął 35. miejsce w karabinie małokalibrowym w dowolnej postawie z 50 m i 41. pozycję w karabinie wojskowym w trzech postawach z 300 m (startowało odpowiednio 41 i 91 strzelców).
W latach 1913–1914 był przewodniczącym Norweskiego Związku Piłki Nożnej. Zajmował się też produkcją nart – posiadał patent na narty wykonane z kilku warstw materiału.

## Wyniki

### Igrzyska olimpijskie
| Igrzyska       | Konkurencja                                  | Wynik           | Miejsce | Źródło |
| -------------- | -------------------------------------------- | --------------- | ------- | ------ |
| Sztokholm 1912 | Karabin małokalibrowy, dowolna postawa, 50 m | 172 pkt.        | 35      | [ 1 ]  |
| Sztokholm 1912 | Karabin wojskowy, trzy postawy, 300 m        | 80 pkt. (35–45) | 41      | [ 2 ]  |